# Spermicide
Een spermicide of zaaddodend middel is een anticonceptiemiddel dat alleen of in combinatie met andere anticonceptiemiddelen wordt gebruikt om de kans op ongewenste zwangerschappen te verkleinen. Het meest gebruikelijke actieve ingrediënt van spermicide is nonoxynol-9. Spermicides met nonoxynol-9 zijn beschikbaar in vele vormen: gel, pasta en foam. 
Indien spermicides zonder andere anticonceptiva gebruikt worden is de kans op een ongewenste zwangerschap bij een jaar lang correct gebruik 18%, bij 'normaal' gebruik ca 28%.